# Atlapetes pileatus
Atlapetes pileatus е вид птица от семейство Овесаркови (Emberizidae).

## Разпространение
Видът е разпространен в Мексико.